# Александер Попп
Александер Попп (нім. Alexander Popp; нар. 4 листопада 1976) — колишній німецький тенісист.
Найвищу одиночну позицію світового рейтингу — 74 місце досяг 10 липня 2000, парну — 266 місце — 15 липня 2002 року.
Найвищим досягненням на турнірах Великого шолома були чвертьфінали в одиночному розряді.
Завершив кар'єру 2005 року.

## Фінали турнірів ATP за кар'єру

### Одиночний розряд: 1 (1 поразка)
| Легенда                         |
| ------------------------------- |
| Турніри Великого шлема (0–0)    |
| Фінали Світового туру ATP (0–0) |
| Серія Мастерс ATP (0–0)         |
| Серія турнірів ATP (0–0)        |
| Серія ATP Інтернешнл (0–1)      |

| Фінали за покриттям |
| ------------------- |
| Тверде (0–0)        |
| Ґрунт (0–0)         |
| Трава (0–1)         |
| Килим (0–0)         |

| Фінали за типом корту |
| --------------------- |
| Відкритий корт (0–1)  |
| Закритий корт (0–0)   |

| Результат | В-П | Дата     | Турнір       | Рівень           | Покриття | Суперник      | Рахунок            |
| --------- | --- | -------- | ------------ | ---------------- | -------- | ------------- | ------------------ |
| Поразка   | 0–1 | Лип 2004 | Ньюпорт, США | Серія Інтернешнл | Трава    | Грег Руседскі | 6–7(5–7), 6–7(2–7) |

### Парний розряд: 1 (1 поразка)
| Легенда                         |
| ------------------------------- |
| Турніри Великого шлема (0–0)    |
| Фінали Світового туру ATP (0–0) |
| Серія Мастерс ATP (0–0)         |
| Серія турнірів ATP (0–0)        |
| Серія ATP Інтернешнл (0–1)      |

| Фінали за покриттям |
| ------------------- |
| Тверде (0–0)        |
| Ґрунт (0–0)         |
| Трава (0–1)         |
| Килим (0–0)         |

| Фінали за типом корту |
| --------------------- |
| Відкритий корт (0–1)  |
| Закритий корт (0–0)   |

| Результат | В-П | Дата     | Турнір       | Рівень           | Покриття | Партнер       | Суперники            | Рахунок  |
| --------- | --- | -------- | ------------ | ---------------- | -------- | ------------- | -------------------- | -------- |
| Поразка   | 0–1 | Лип 2002 | Ньюпорт, США | Серія Інтернешнл | Трава    | Юрген Мельцер | Боб Браян Майк Браян | 5–7, 3–6 |

## Фінали ATP Челленджер і ITF Ф'ючерс

### Одиночний розряд: 16 (13–3)
| Легенда              |
| -------------------- |
| ATP Челленджер (6–1) |
| ITF Ф'ючерс (7–2)    |

| Фінали за покриттям |
| ------------------- |
| Тверде (4–1)        |
| Ґрунт (3–1)         |
| Трава (0–0)         |
| Килим (6–1)         |

| Результат | В-П  | Дата     | Турнір                        | Рівень     | Покриття | Суперник               | Рахунок                 |
| --------- | ---- | -------- | ----------------------------- | ---------- | -------- | ---------------------- | ----------------------- |
| Перемога  | 1–0  | Сер 1998 | Латвія F1, Юрмала             | Ф'ючерс    | Ґрунт    | Янне Ояла              | 6–4, 6–3                |
| Перемога  | 2–0  | Жов 1998 | Велика Британія F8, Глазго    | Ф'ючерс    | Тверде   | Андреас Вебер          | 3–6, 6–3, 6–2           |
| Перемога  | 3–0  | Жов 1998 | Велика Британія F9, Лідс      | Ф'ючерс    | Тверде   | Роман Смотлак          | 6–2, 3–6, 6–3           |
| Перемога  | 4–0  | Жов 1998 | Велика Британія F10, Единбург | Ф'ючерс    | Тверде   | Маркус Менцлер         | 6–2, 6–3                |
| Поразка   | 4–1  | Лис 1998 | США F9, Тусон                 | Ф'ючерс    | Тверде   | Кеплер Орельяна        | 3–6, 6–4, 0–6           |
| Перемога  | 5–1  | Лют 1999 | Велика Британія F1, Лідс      | Ф'ючерс    | Килим    | Юліан Ноул             | 7–6, 6–2                |
| Перемога  | 6–1  | Кві 1999 | Франція F4, Клермон-Ферран    | Ф'ючерс    | Килим    | Ян-Ральф Брандт        | 2–6, 6–2, 6–2           |
| Поразка   | 6–2  | Тра 1999 | Німеччина F2, Швабський Галль | Ф'ючерс    | Ґрунт    | Бартломей Домбровський | 7–5, 6–7, 4–6           |
| Перемога  | 7–2  | Тра 1999 | Німеччина F3, Мангайм         | Ф'ючерс    | Ґрунт    | Юган Сеттерґрен        | 6–2, 6–1                |
| Перемога  | 8–2  | Тра 1999 | Оберштауфен, Німеччина        | Челленджер | Ґрунт    | Франсіску Коста        | 7–6, 6–3                |
| Перемога  | 9–2  | Сер 1999 | Бронкс, США                   | Челленджер | Тверде   | Себастьян де Шонак     | 6–7(4–7), 7–6(7–4), 6–0 |
| Перемога  | 10–2 | Лют 2000 | Гамбург, Німеччина            | Челленджер | Килим    | Анді Фальке            | 6–3, 6–2                |
| Перемога  | 11–2 | Лис 2001 | Аахен, Німеччина              | Челленджер | Килим    | Аксель Прецш           | 6–3, 1–6, 6–2           |
| Перемога  | 12–2 | Лис 2001 | Еккенталь, Німеччина          | Челленджер | Килим    | Петер Весселс          | 6–4, 5–7, 6–2           |
| Перемога  | 13–2 | Січ 2002 | Гайльбронн, Німеччина         | Челленджер | Килим    | Юрген Мельцер          | 3–6, 6–3, 6–4           |
| Поразка   | 13–3 | Лют 2002 | Любек, Німеччина              | Челленджер | Килим    | Рамон Слюйтер          | 2–6, 0–3 ret.           |

### Парний розряд: 2 (2–0)
| Легенда              |
| -------------------- |
| ATP Челленджер (1–0) |
| ITF Ф'ючерс (1–0)    |

| Фінали за покриттям |
| ------------------- |
| Тверде (2–0)        |
| Ґрунт (0–0)         |
| Трава (0–0)         |
| Килим (0–0)         |

| Результат | В-П | Дата     | Турнір                   | Рівень     | Покриття | Партнер        | Суперники                   | Рахунок       |
| --------- | --- | -------- | ------------------------ | ---------- | -------- | -------------- | --------------------------- | ------------- |
| Перемога  | 1–0 | Жов 1998 | Велика Британія F9, Лідс | Ф'ючерс    | Тверде   | Ієн Бейтс      | Жан-Рене Лінар Ешлі Нойманн | 6–4, 4–6, 6–4 |
| Перемога  | 2–0 | Сер 2001 | Рексем, Велика Британія  | Челленджер | Тверде   | Жіль Ельсенеер | Люк Буржуа Айсам Куреші     | 5–7, 7–5, 6–2 |

## Часовий графік результатів
| W | Ф | ПФ | ЧФ | #Р | КТ | К# | DNQ | A | NH |

### Одиночний розряд
| Турніри Великого шлему                 |     |     |     |     |     |     |     |        |       |     |
| Відкритий чемпіонат Австралії з тенісу |     |     | 2р  |     |     | 1р  |     | 0 / 2  | 1–2   | 33% |
| Відкритий чемпіонат Франції з тенісу   |     | 1р  | 1р  | 1р  | 1р  | 1р  | 1р  | 0 / 6  | 0–6   | 0%  |
| Вімблдонський турнір                   |     | ЧФ  |     |     | ЧФ  | 4р  | 3р  | 0 / 4  | 13–4  | 76% |
| Відкритий чемпіонат США з тенісу       | К1р | 2р  | К1р | 2р  | 1р  | 1р  | 1р  | 0 / 5  | 2–5   | 29% |
| В-П                                    | 0–0 | 5–3 | 1–2 | 1–2 | 4–3 | 3–4 | 2–3 | 0 / 17 | 16–17 | 48% |
| Тур ATP Мастерс 1000                   |     |     |     |     |     |     |     |        |       |     |
| Гамбург                                |     |     |     |     |     |     | К1р | 0 / 0  | 0–0   | –   |
| Мастерс Цинциннаті                     |     |     |     |     | К2р |     |     | 0 / 0  | 0–0   | –   |
| В-П                                    | 0–0 | 0–0 | 0–0 | 0–0 | 0–0 | 0–0 | 0–0 | 0 / 0  | 0–0   | –   |